# 清水郡
清水郡，中国古代的郡。
北魏和平五年（464年）析略阳郡置，治所在清水县（今甘肃省清水县西北）。辖境相当今甘肃省清水县一带。隋朝开皇初年，废。